# Падар (Азербайджан)
Тіґранаван (вірм. Տիգրանավան) / Падар (азерб. Padar) — село в Нагірному Карабасі, де-факто в Кашатазькому районі Нагірно-Карабаської Республіки, де-юре в Кубатлинському районі Азербайджану.
Село розміщене на лівому березі річки Акарі, за 37 км на південь від міста Бердзора.
В червні 2010 р. в селі була зафіксована епідемія, внаслідок чого було госпіталізовано близько 20 осіб до лікарень Степанакерта. Джерелом інфекції стала питна вода.